# Вузеница
Вузеница (словен. Vuzenica) је градић и управно средиште истоимене општине Вузеница, која припада Корушкој регији у Републици Словенији.
По попису становништва из 2011. године, насеље Вузеница имало је 1.580 становника.